# Prophets vs. Profits
Prophets vs. Profits (Prorocy kontra zyski) to kompilacja utworów KRS-ONE z poprzednich płyt. Nazwa płyty jest nawiązaniem do rywalizacji pomiędzy "świadomymi raperami" a raperami komercyjnymi.

## Lista utworów
1. Ova Here
2. Things Is About To Change
3. Splash
4. My People
5. Kreditz
6. I Remember
7. Down The Charts
8. You Really Don't Want It
9. Womanologie
10. 2nd Kreditz
11. Stop It
12. Problemz
13. Believe It